# La hora de La 1
La hora de La 1 è un programma televisivo spagnolo, in onda dal 7 settembre 2020 su La 1 con la conduzione di Marc Sala e Silvia Intxaurrondo. Il programma viene trasmesso in diretta dal lunedì al venerdì dalle ore 8:00 alle 12:30 e nei periodi festivi dalle ore 8:30 alle 12:30.

## Format
Il budget totale per programma ammonta a 60.200 euro e, secondo fonti sindacali, all'interno della trasmissione lavorano 100 persone (85 provenienti da RTVE e 15 provenienti dalla casa di produzione Tesseo).

### Presentatori
| Presentatore        | Responsabile                | Anno          |
| ------------------- | --------------------------- | ------------- |
| Marc Sala           | Presentatrice               | 2021-presente |
| Silvia Intxaurrondo | Presentatrice               | 2021-presente |
| Co-presentatore     | Responsabile                | Anno          |
| Sirún Demirjián     | Sommario (08:00-08:30)      | 2020-presente |
| Rubén Briones       | Sommario (08:00-08:30)      | 2020-presente |
| Igor Gómez          | Politica e attualità        | 2020-presente |
| Olivia Freijo       | I dati del giorno           | 2020-presente |
| Martín Barreiro     | Scienza, ambiente e ricerca | 2020-presente |
| Marina Ribel        | Social network              | 2020-presente |
| Cristina Fernández  | Cronaca sociale             | 2020-presente |

### Ex componenti del programma
| Presentatore | Responsabile  | Anno      |
| ------------ | ------------- | --------- |
| Mònica López | Presentatrice | 2020-2021 |

## Edizioni
| Edizione | Anno      | Conduzione   | Conduzione          | Periodo          | Periodo          | Orario      | Telespettatori | Share |
| Edizione | Anno      | Conduzione   | Conduzione          | Inizio           | Fine             | Orario      | Telespettatori | Share |
| -------- | --------- | ------------ | ------------------- | ---------------- | ---------------- | ----------- | -------------- | ----- |
| 1ª       | 2020-2021 | Mònica López | Mònica López        | 7 settembre 2020 | 3 settembre 2021 | 08:00-13:00 | 267.000        | 9,0%  |
| 1ª       | 2020-2021 | Mònica López | Mònica López        | 7 settembre 2020 | 3 settembre 2021 | 08:00-12:30 | 267.000        | 9,0%  |
| 2ª       | 2021-2022 | Marc Sala    | Silvia Intxaurrondo | 6 settembre 2021 |                  | 08:00-12:30 |                |       |

### Prima edizione (7 settembre 2020-3 settembre 2021)
Il programma inizia, in diretta dallo Studio 1 di Prado del Rey (Madrid) il 7 settembre 2020 con la conduzione di Mònica López.

### Seconda edizione (6 settembre 2021- in corso)
La seconda edizione del programma inizia, in diretta dallo Studio 1 di Prado del Rey (Madrid) il 6 settembre 2021 con una nuova coppia alla conduzione: Marc Sala e Silvia Intxaurrondo (giornalista proveniente da Telemadrid).